# Ruta Bayshore (Tokio)
La Ruta Bayshore (Tokio) (首都高速湾岸線  Shuto-kōzoku wangan-sen ?) es una autopista japonesa en el área metropolitana de Tokio entre las prefecturas de Kanagawa, Tokio y Chiba.
Es una ruta importante que se extiende entre islas artificiales en la Bahía de Tokio a través de puentes y túneles submarinos, al costado este de Tokio a lo largo de la costa del Océano Pacífico.

## Detalles de la ruta
La autopista es un tramo de la Autopista Shuto (首都高速道路 Shuto Kōsoku Dōro, literalmente Metropolitan Expressway) con peaje de la metrópoli de Tokio, que va desde el barrio Kanazawa en Yokohama hasta la ciudad de Ichikawa de la prefectura de Chiba. 
Parte de esta ruta o autopista desde Yokohama a Kawasaki en conjunción con la Aqualine Bahía de Tokio y la Autopista Ken-Ō, formará un anillo vial, la mayor parte completado, para circunvalación exterior alrededor de la metrópoli de Tokio, en un radio entre 40 a 60 kilómetros, con una longitud de alrededor 300 kilómetros.

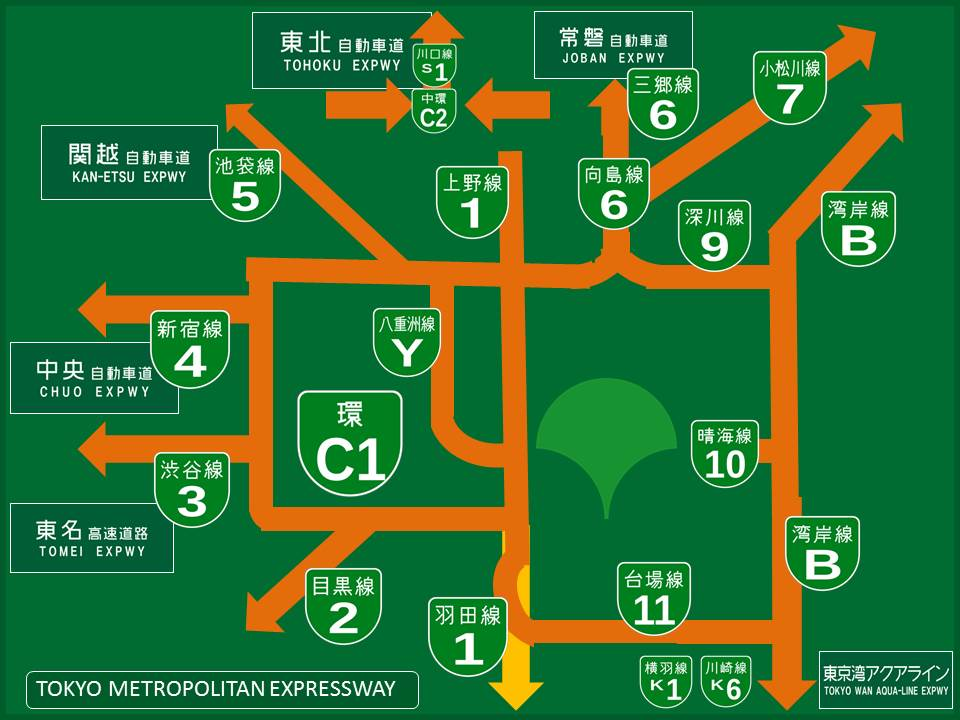
Tokyo Metropolitan Expressway.

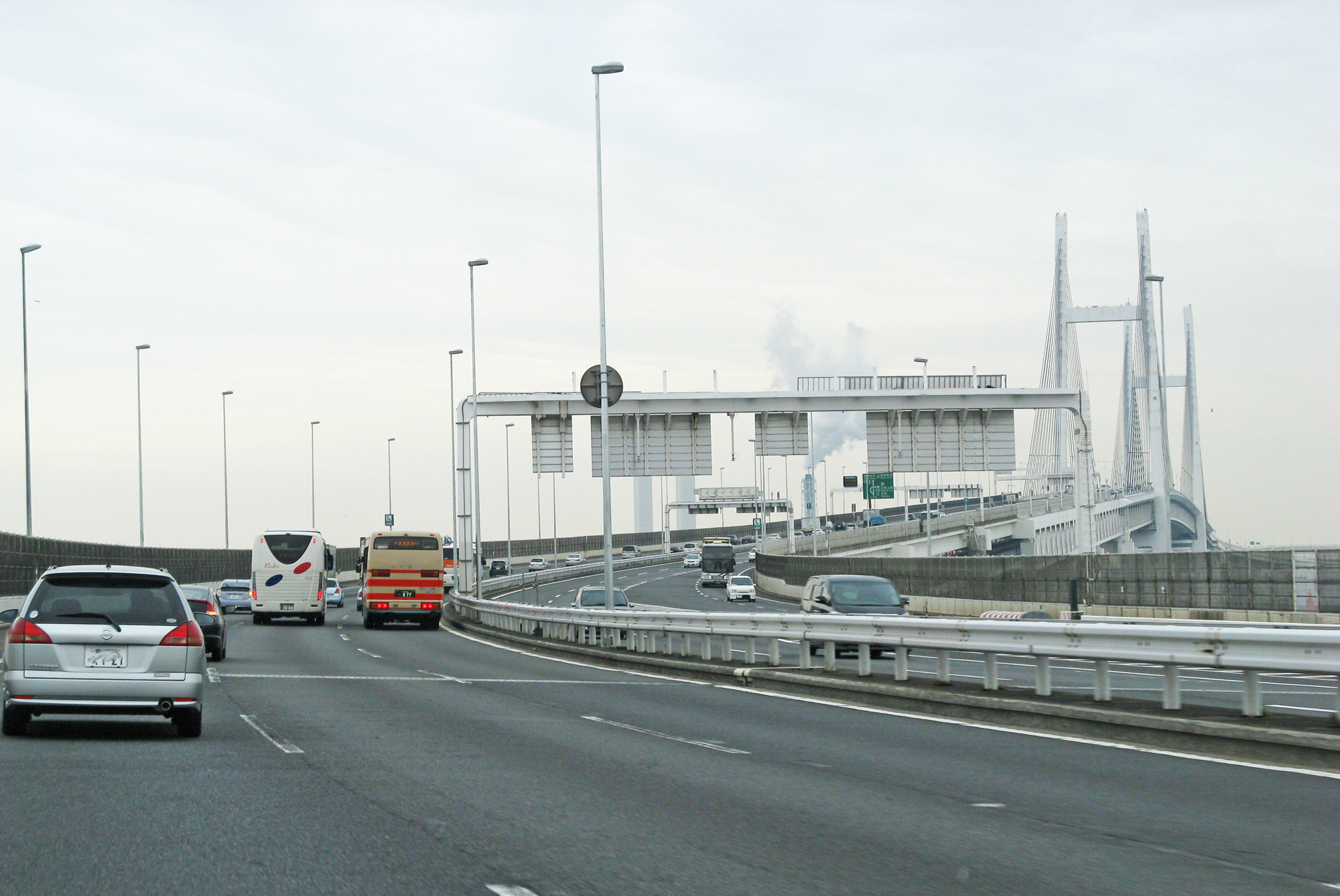
Ruta Bayshore, puente Yokohama Bay.

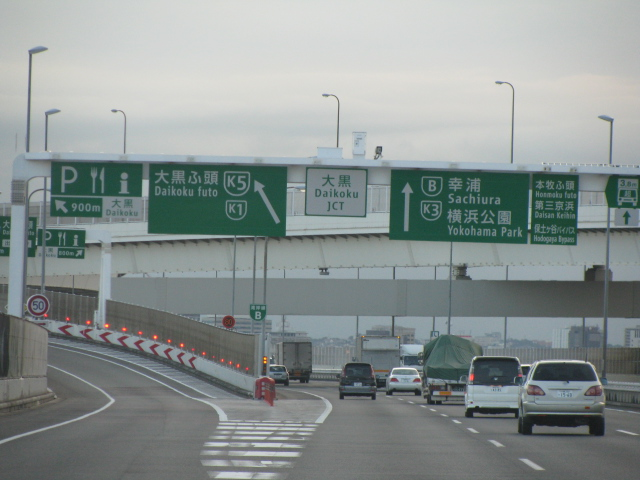
Ruta Bayshore, Daikoku JCT.

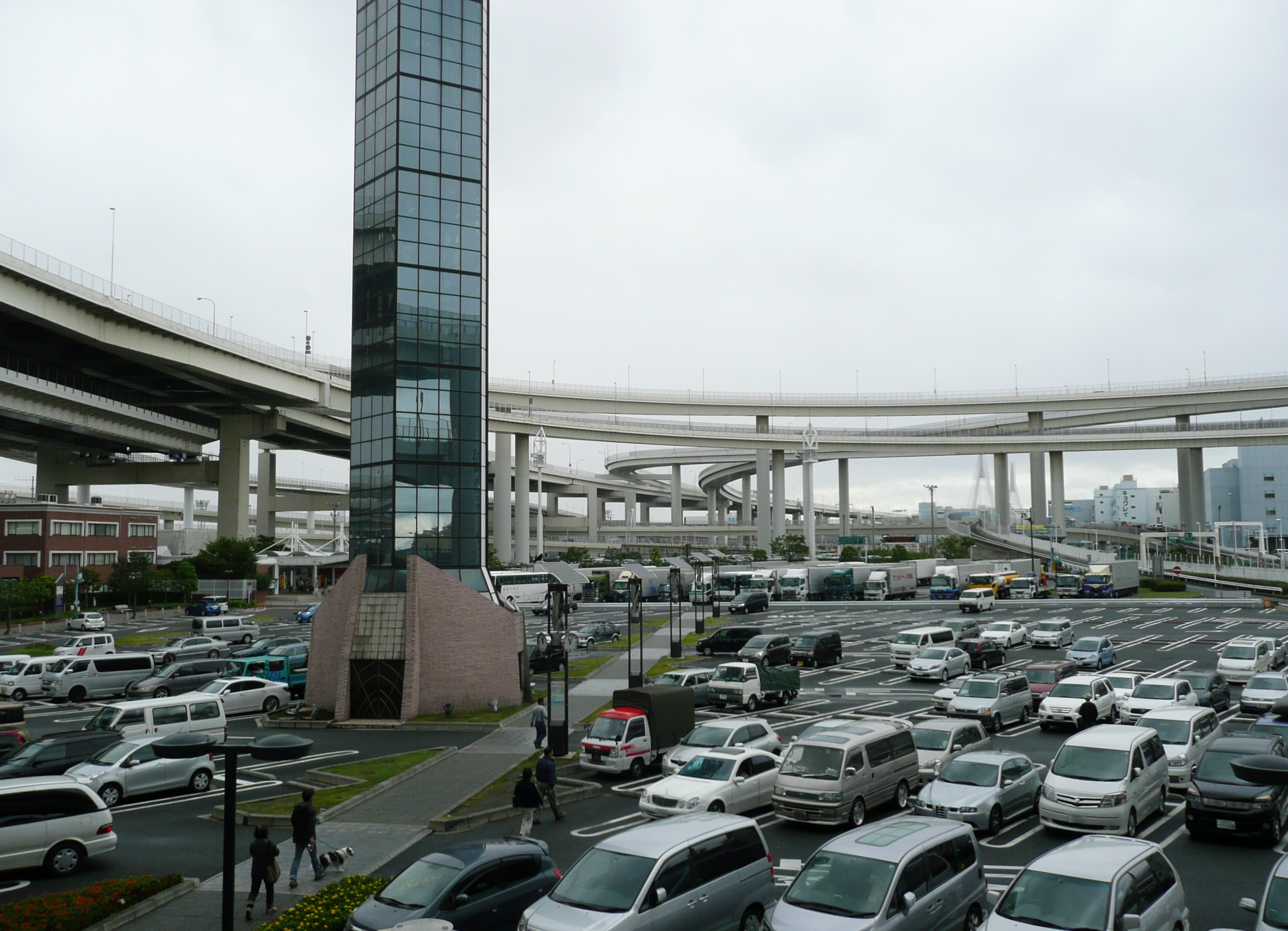
Ruta Bayshore, Área de parqueo Daikoku.

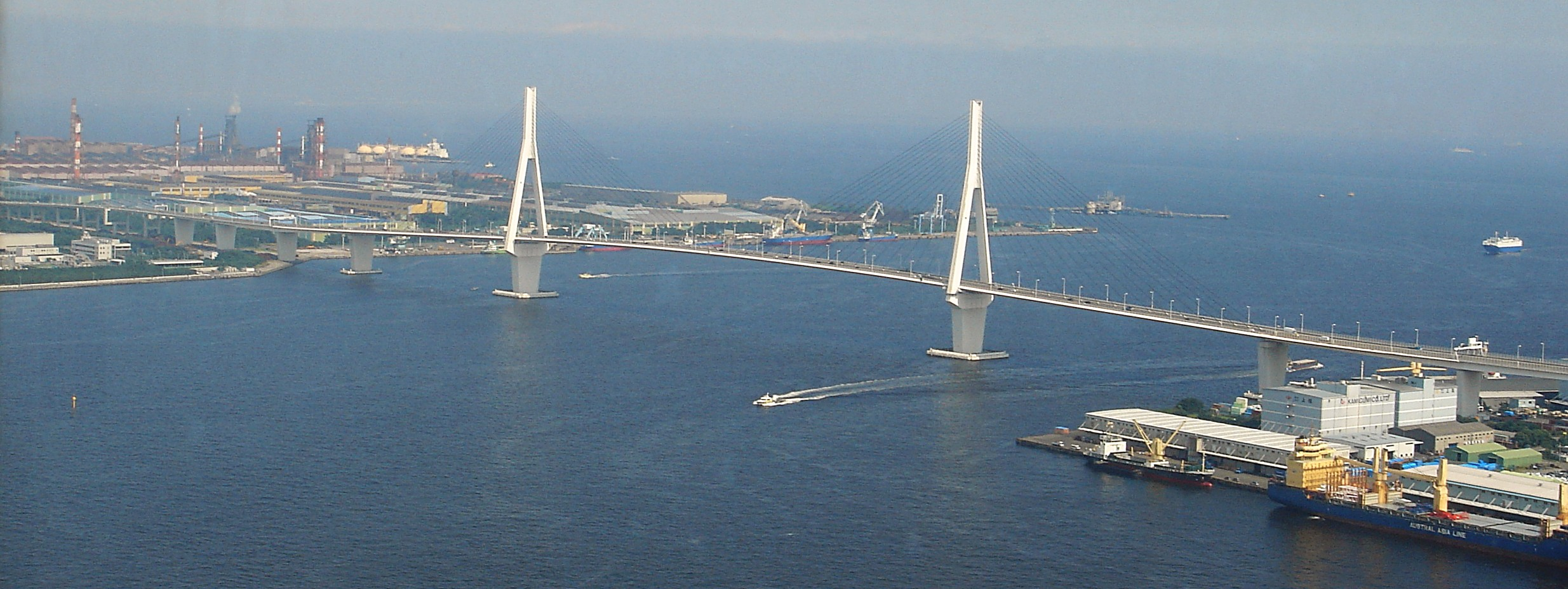
Puente Tsurumi Tsubasa visto desde el mar.

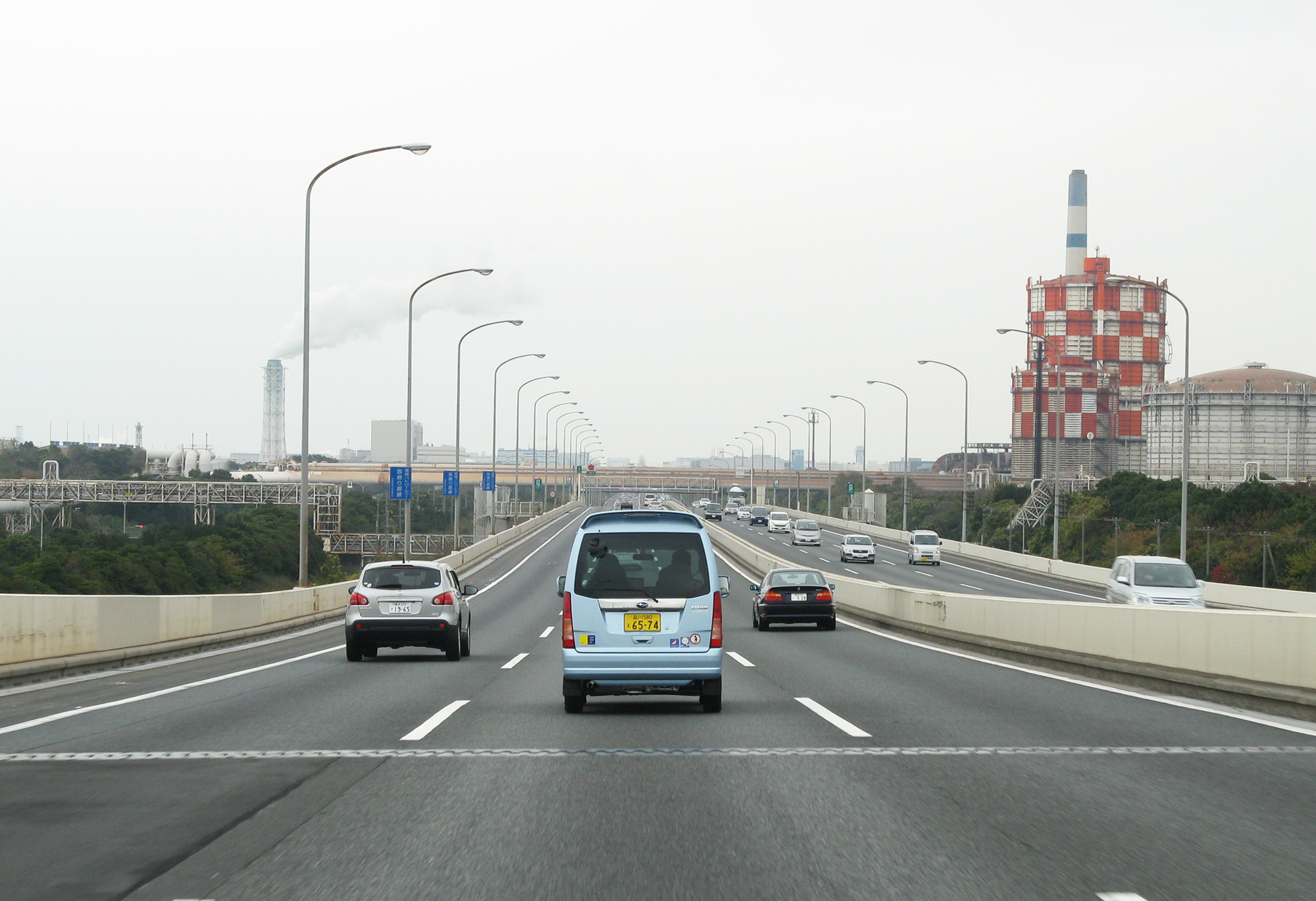
Ruta Bayshore, cerca a Higashi-Ōgishima IC.

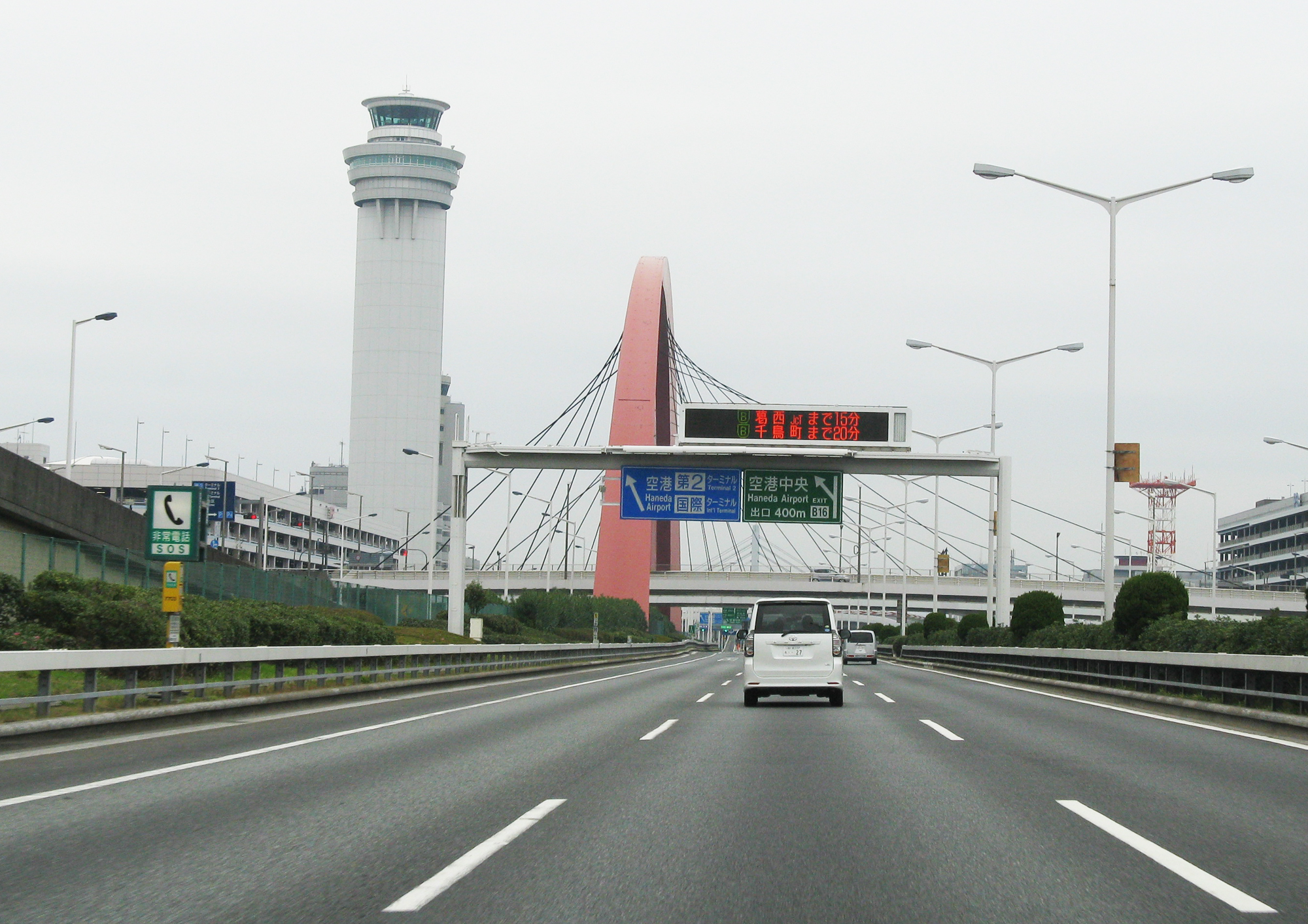
Ruta Bayshore, Aeropuerto de Haneda.

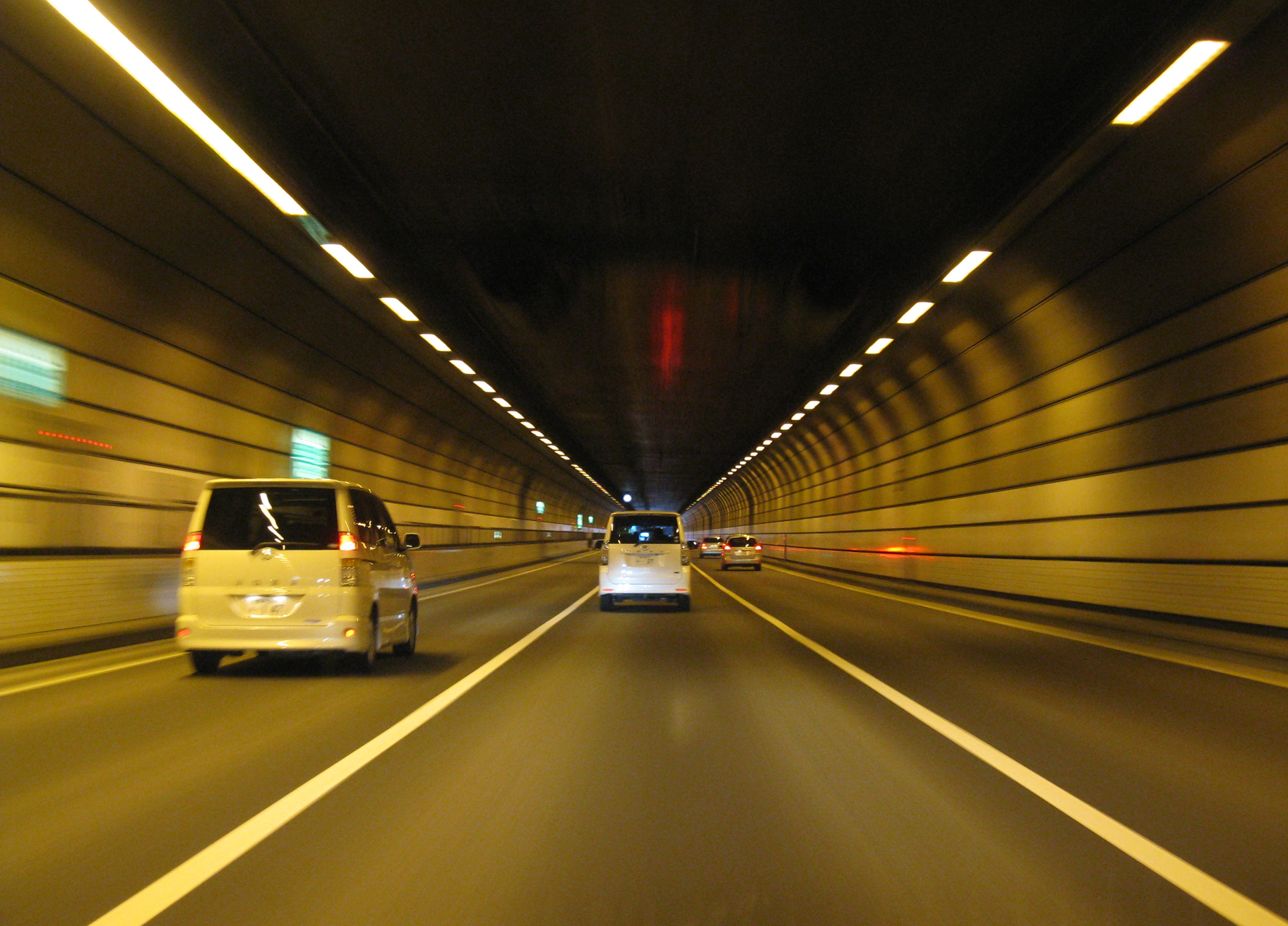
Ruta Bayshore, túnel al norte de Haneda.

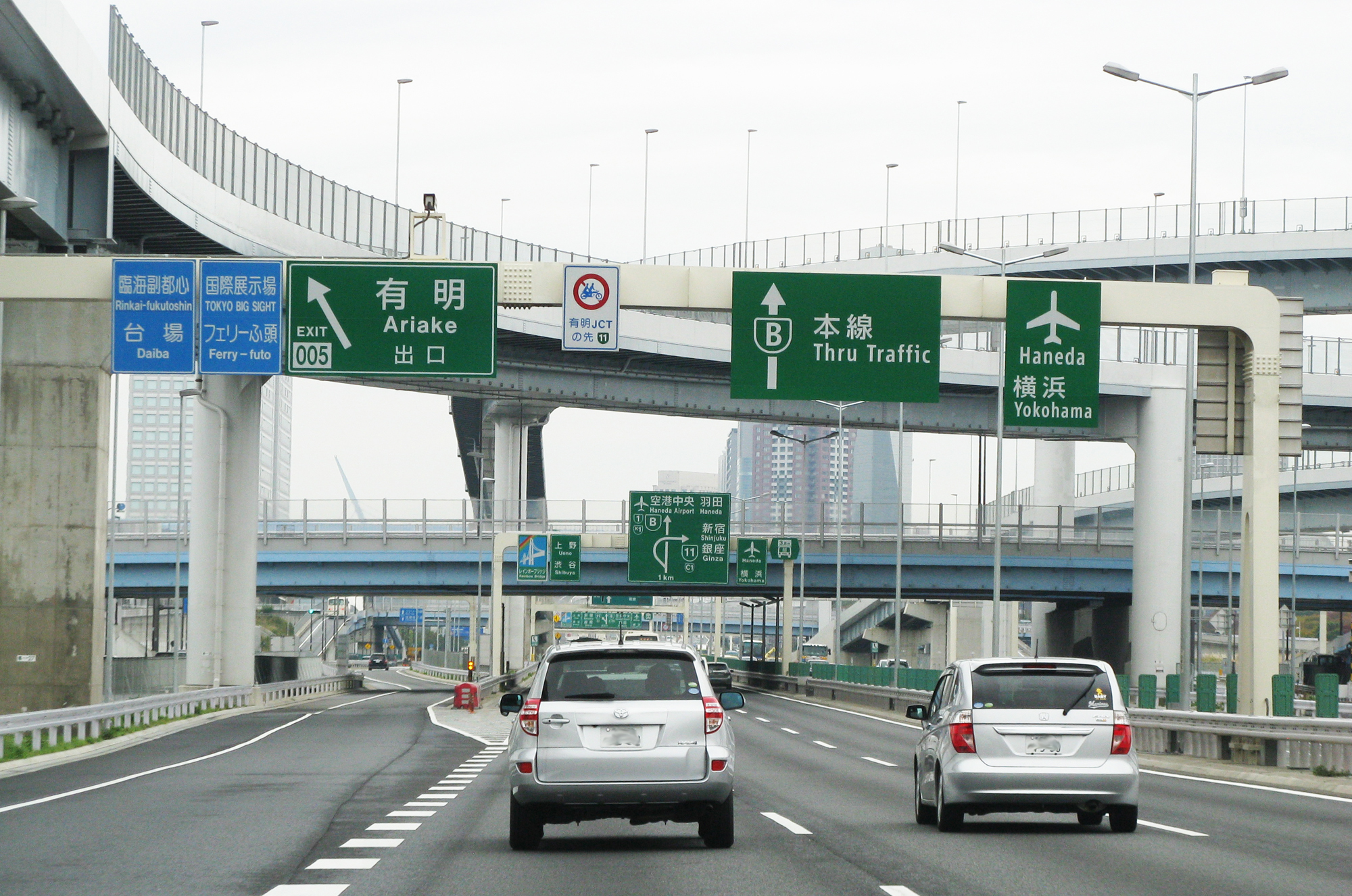
Ruta Bayshore, Shinonome JCT.

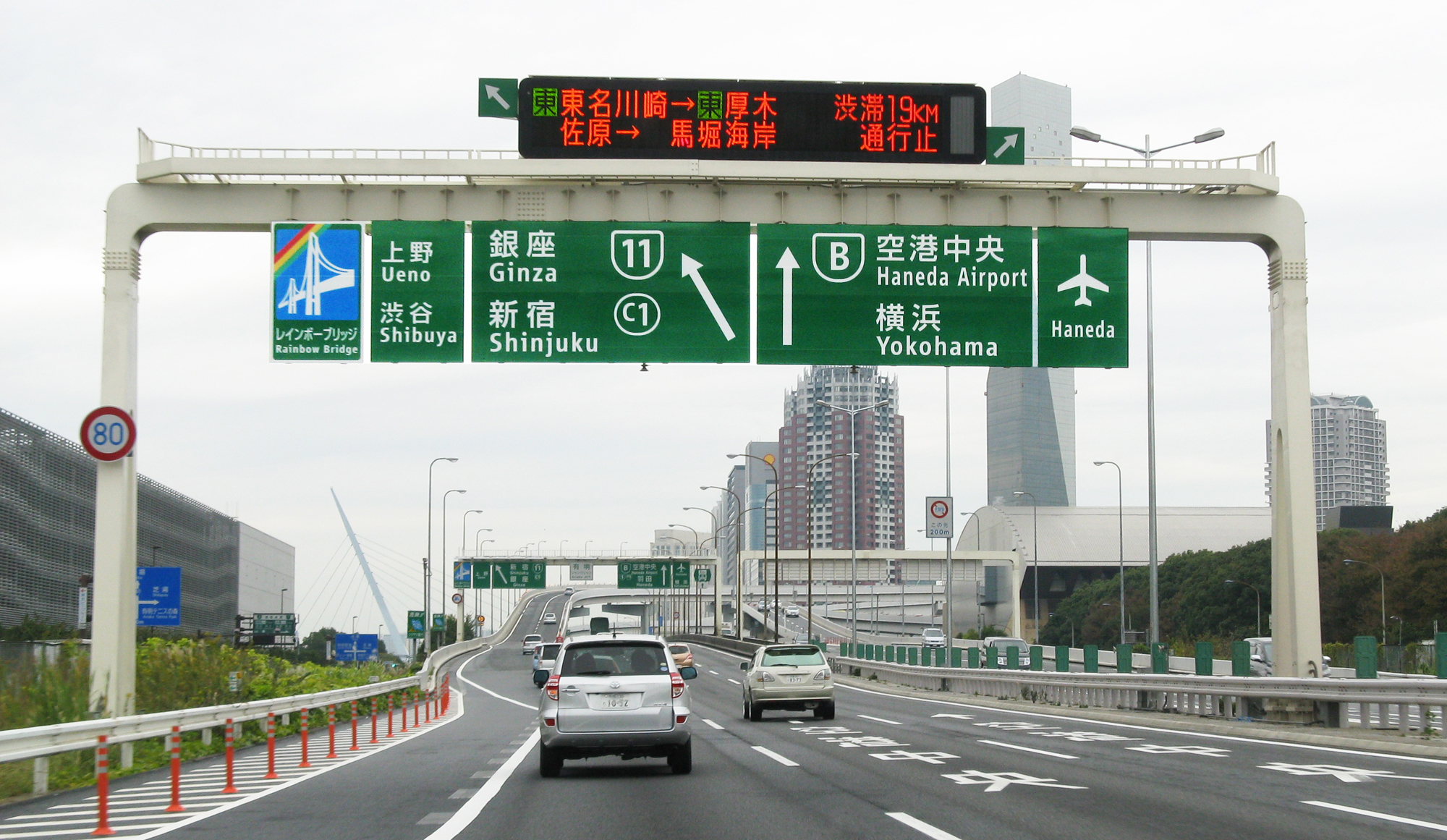
Ruta Bayshore, Ariake IC.

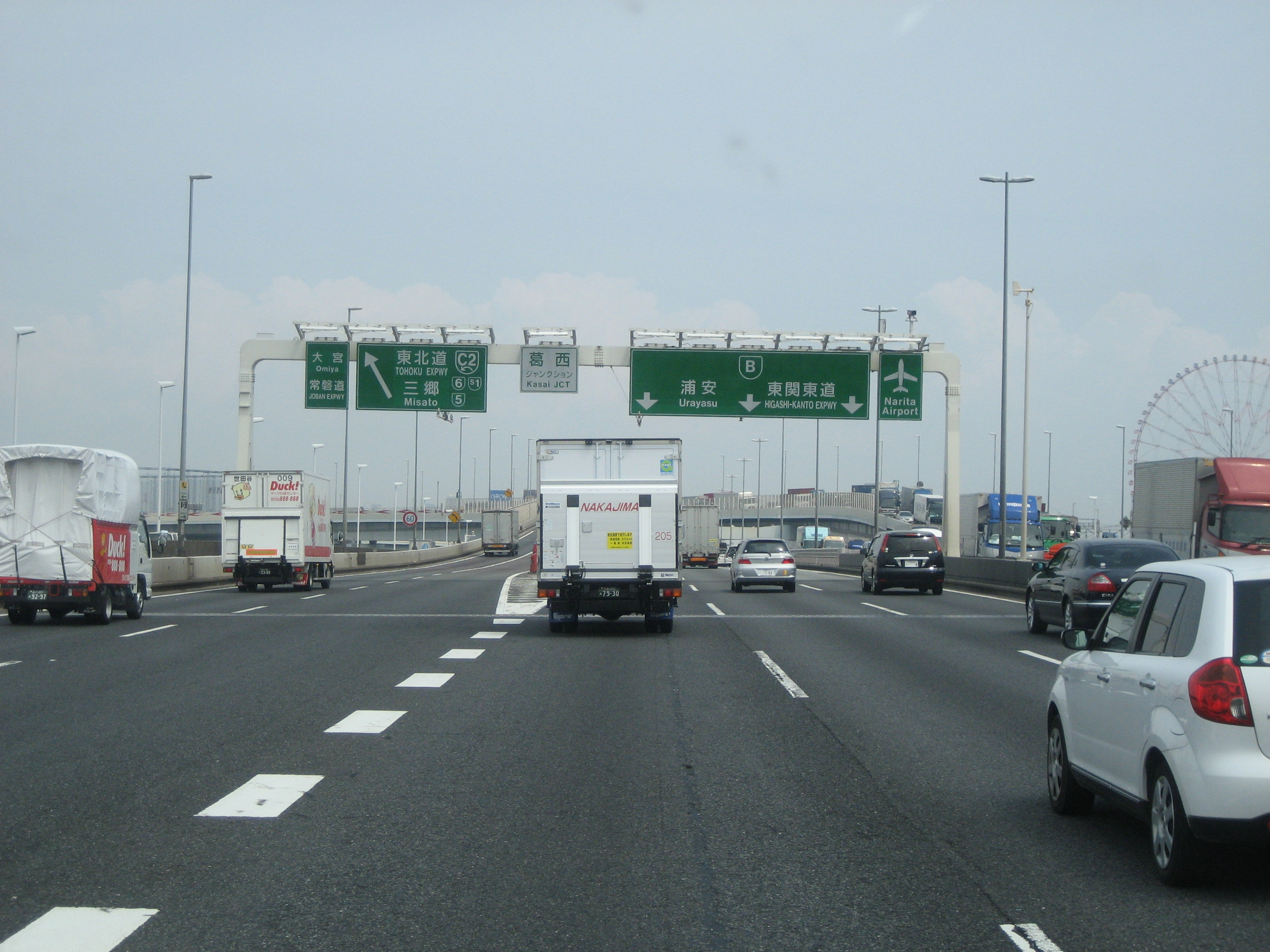
Ruta Bayshore, Kasai JCT.

## Intercambiadores y características
- IC - Intercambiador, SIC - Intercambiador smart,[3] JCT - Cruce intercambiador, SA - Área de servicio, PA - Área de parqueo, BS - Parada de bus, TN - Túnel, BR - Puente, TB - Peaje.

La  Ruta Nacional 357 corre paralela a la Ruta Bayshore y se conecta con todas las entradas y salidas, excepto en los intercambiadores Sankeien y Ukishima.
| N.º                                                                            | Dist. origen | Nombre                                  | Conexiones                                                            | Notas                                      | Localización         | Localización |
| ------------------------------------------------------------------------------ | ------------ | --------------------------------------- | --------------------------------------------------------------------- | ------------------------------------------ | -------------------- | ------------ |
| A Ken-Ō Expressway ( E16 Carretera Yokohama-Yokosuka) en 10 JCT Namiki (並木). |              |                                         |                                                                       |                                            |                      |              |
| B01 IC                                                                         | 0.9          | Sachiura (幸浦)                         |                                                                       | 10 JCT Namiki (並木)                       | Kanazawa-ku Yokohama | Kanagawa     |
| TB                                                                             |              | Torihamachō (鳥浜町)                    |                                                                       |                                            | Kanazawa-ku Yokohama | Kanagawa     |
| B02 IC                                                                         | 4,0          | Sugita (杉田)                           |                                                                       |                                            | Isogo-ku Yokohama    | Kanagawa     |
| B03 IC                                                                         | 4.0          | Sugita (杉田)                           |                                                                       |                                            | Isogo-ku Yokohama    | Kanagawa     |
| B05 IC                                                                         | 6.1          | Isogo (磯子)                            |                                                                       |                                            | Isogo-ku Yokohama    | Kanagawa     |
| B06 IC                                                                         | 10.9         | Sankeien (三渓園)                       |                                                                       |                                            | Naka-ku Yokohama     | Kanagawa     |
| B07A IC                                                                        | 13.0         | Minami-Honmoku (南本牧)                 |                                                                       |                                            | Naka-ku Yokohama     | Kanagawa     |
| JCT                                                                            | 14.3         | Honmoku (本牧)                          | Ruta Kariba                                                           |                                            | Naka-ku Yokohama     | Kanagawa     |
| B07 IC                                                                         | 14.3         | Honmoku (本牧)                          |                                                                       | Muelles A, B, C y D                        | Naka-ku Yokohama     | Kanagawa     |
| JCT                                                                            | 14.3         | Honmoku (本牧)                          | Ruta Kariba                                                           | Torre marina de Yokohama                   | Naka-ku Yokohama     | Kanagawa     |
| JCT                                                                            | 17.4         | Daikoku (大黒)                          | Ruta Daikoku                                                          | Puente Yokohama Bay Puente Tsurumi Tsubasa | Tsurumi-ku Yokohama  | Kanagawa     |
| PA                                                                             | 17.4         | Daikoku (大黒)                          |                                                                       |                                            | Tsurumi-ku Yokohama  | Kanagawa     |
| B08 IC                                                                         | 17.4         | Daikoku (大黒)                          |                                                                       |                                            | Tsurumi-ku Yokohama  | Kanagawa     |
| B09 IC                                                                         | 17.4         | Daikoku (大黒)                          |                                                                       |                                            | Tsurumi-ku Yokohama  | Kanagawa     |
| JCT                                                                            | 17.4         | Daikoku (大黒)                          | Ruta Daikoku                                                          |                                            | Tsurumi-ku Yokohama  | Kanagawa     |
| B10 IC                                                                         | 25.4         | Higashi-Ōgishima (東扇島)               | Ruta Nacional 132                                                     |                                            | Kawasaki             | Kanagawa     |
| B11 IC                                                                         | 25.4         | Higashi-Ōgishima (東扇島)               | Ruta Nacional 132                                                     |                                            | Kawasaki             | Kanagawa     |
| TN                                                                             |              | Túnel Kawasaki (川崎トンネル)           |                                                                       | Prohibido vehículos peligrosos             | Kawasaki             | Kanagawa     |
| JCT                                                                            | 29.5         | Kawasaki-Ukishima (川崎浮島)            | CA Aqualine Bahía de Tokio Ruta Kawasaki                              |                                            | Kawasaki             | Kanagawa     |
| B12 IC                                                                         | 29.5         | Ukishima (浮島)                         | Ruta Nacional 409                                                     |                                            | Kawasaki             | Kanagawa     |
| TB                                                                             | 29.5         | Wangan-Ukishima (湾岸浮島)              |                                                                       | Cerrado                                    | Kawasaki             | Kanagawa     |
| B13 IC                                                                         | 29.5         | Ukishima (浮島)                         | Ruta Nacional 409                                                     |                                            | Kawasaki             | Kanagawa     |
| JCT                                                                            | 29.5         | Kawasaki-Ukishima (川崎浮島)            | CA Aqualine Bahía de Tokio Ruta Kawasaki                              |                                            | Kawasaki             | Kanagawa     |
| TN                                                                             |              | Túnel río Tama (多摩川トンネル)         |                                                                       | Prohibido vehículos peligrosos             | Ōta                  | Tokio        |
| B14 IC                                                                         | 31.8         | Wangan-Kanpachi (湾岸環八)              | Aeropuerto Internacional de Haneda Terminal 1                         |                                            | Ōta                  | Tokio        |
| B16 IC                                                                         | 34.5         | Kūkō Chūō (空港中央)                    | Aeropuerto Internacional de Haneda Terminal 2                         |                                            | Ōta                  | Tokio        |
| B17 IC                                                                         | 34.5         | Kūkō Chūō (空港中央)                    | Aeropuerto Internacional de Haneda                                    |                                            | Ōta                  | Tokio        |
| TN                                                                             |              | Túnel Norte Aeropuerto (空港北トンネル) |                                                                       | Prohibido vehículos peligrosos             | Ōta                  | Tokio        |
| JCT                                                                            | 38.6         | Tōkai (東海)                            |                                                                       |                                            | Ōta                  | Tokio        |
| PA                                                                             |              | Ōi (大井)                               |                                                                       |                                            | Shinagawa            | Tokio        |
| 002 IC                                                                         | 39.4         | Ōi-Minami (大井南)                      |                                                                       |                                            | Shinagawa            | Tokio        |
| 003A IC                                                                        | 39.4         | Ōi-Minami (大井南)                      |                                                                       |                                            | Shinagawa            | Tokio        |
| TB                                                                             |              | Ōi (大井)                               |                                                                       |                                            | Shinagawa            | Tokio        |
| JCT                                                                            | 41.1         | Ōi (大井)                               | Anillo central C2 Ruta Haneda                                         |                                            | Shinagawa            | Tokio        |
| PA                                                                             |              | Ōi (大井)                               |                                                                       |                                            | Shinagawa            | Tokio        |
| 003B IC                                                                        | 41.3         | Ōi (大井)                               |                                                                       |                                            | Shinagawa            | Tokio        |
| TN                                                                             |              | Túnel puerto Tokio (東京港トンネル)     |                                                                       | Prohibido vehículos peligrosos             | Shinagawa            | Tokio        |
| 004 IC                                                                         | 43.1         | Rinkai-Fukutoshin (臨海副都心)          |                                                                       | Tokyo Big Sight                            | Minato               | Tokio        |
| JCT                                                                            | 44.9         | Ariake (有明)                           | Ruta Daiba                                                            |                                            | Kōtō                 | Tokio        |
| JCT                                                                            | 45.9         | Shinonome (東雲)                        | Ruta Harumi                                                           |                                            | Kōtō                 | Tokio        |
| 005 IC                                                                         | 45.9         | Ariake (有明)                           |                                                                       | Tokyo Big Sight                            | Kōtō                 | Tokio        |
| JCT                                                                            | 47.6         | Tatsumi (辰巳)                          | Ruta Fukagawa                                                         |                                            | Kōtō                 | Tokio        |
| 006 IC                                                                         | 49.0         | Shinkiba (新木場)                       |                                                                       |                                            | Kōtō                 | Tokio        |
| 007 IC                                                                         | 49.0         | Shinkiba (新木場)                       |                                                                       |                                            | Kōtō                 | Tokio        |
| JCT                                                                            | 50.9         | Kasai (葛西)                            | Anillo central C2, empalme a E4 Tōhoku Expressway E6 Jōban Expressway |                                            | Edogawa              | Tokio        |
| 008 IC                                                                         | 52.3         | Kasai (葛西)                            |                                                                       |                                            | Edogawa              | Tokio        |
| 009 IC                                                                         | 52.3         | Kasai (葛西)                            |                                                                       |                                            | Edogawa              | Tokio        |
| 010A IC                                                                        | 53.7         | Maihama (舞浜)                          |                                                                       | Tokyo Disney Resort                        | Urayasu              | Chiba        |
| 010B IC                                                                        | 55.7         | Urayasu (浦安)                          |                                                                       |                                            | Urayasu              | Chiba        |
| 011 IC                                                                         | 55.7         | Urayasu (浦安)                          |                                                                       |                                            | Urayasu              | Chiba        |
| 012 IC                                                                         | 59.6         | Chidorichō (千鳥町)                     |                                                                       | A Funabashi                                | Ichikawa             | Chiba        |
| PA                                                                             |              | Ichikawa (市川)                         |                                                                       |                                            | Ichikawa             | Chiba        |
| TB                                                                             |              | Ichikawa (市川)                         |                                                                       |                                            | Ichikawa             | Chiba        |
| JCT                                                                            | 62.1         | Ichikawa (市川)                         | E51 Higashi-Kantō Expressway                                          | Fue cambiado a Kōya (幸谷)                 | Ichikawa             | Chiba        |
| A través de E51 Higashi-Kantō Expressway empalme a C3 Autopista Tokyo-Gaikan.  |              |                                         |                                                                       |                                            |                      |              |